# Њало (Комо)
Њало је насеље у Италији у округу Комо, региону Ломбардија.
Према процени из 2011. у насељу је живело 42 становника. Насеље се налази на надморској висини од 467 м.